# Nedićeva Srbija
Nedićeva Srbija ili Vlada Narodnog Spasa je naziv za marionetsku i profašističku srbijansku državu s generalom Milanom Nedićem na čelu, koja je uspostavljena 1941. na Području njemačke vojne uprave u Srbiji i nestala je sa svjetske pozornice 1944. pred slom Sila Osovine.
Vlada koja je nastala voljom njemačkog okupatora koristila je srpske državne simbole i nazivlje. Njenih nekoliko desetaka tisuća žandara, te vojnika u sastavu Srpske državne straže ("Nedićevci") i Srpskog dobrovoljačkog korpusa ("Ljotićevci") uspješno su uz pomoć Nijemaca kontrolirali teritorij Srbije koja je gospodarski iskorištavana za potporu njemačkom ratnom naporu.

## Geopolitički odnosi
Nakon brze pobjede Osovina tijekom invazije Jugoslavije, područje koje je danas znano kao Centralna Srbija palo je pod direktnu vlast Osovina. Kao što su radile na svim okupiranim teritorijima, Sile Osovine su uspostavile kolaboracionističku vladu koja je vodila državu po uzoru na Treći Reich. Srbija je tada postala okružena Nezavisnom Državom Hrvatskom na zapadu, teritorijima na jugu koje je okupirala Kraljevina Italija, sjevernim teritorijima koje je okupirala Horthyjeva Mađarska, te istočnim teritorijima koje je okupirala Bugarska. Banat, koji je nominalno bio dio Srbije, pao je pod izravnu vlast Trećeg Reicha, koji je tim područjem upravljao pomoću domaćih folkdsdojčera.
Milan Nedić je pokušavao kod Njemačke izboriti za Srbiju status kakav je u okupiranoj Europi imala Nezavisna Država Hrvatska. Usprkos dobroj Nedićevoj, tj. srpskoj suradnji, te mnogo uspješnijem suzbijanju partizana u Srbiji, Nedić se razočarano vratio iz dugo pripremanog posjeta Hitleru u rujnu 1943. god., gdje se nadao ishoditi da se Srbiji pripoje Crna Gora i istočni dijelovi NDH. Hitler je jednostavno rekao da su ga Srbi "iznevjerili" kada je nakon pristupa Jugoslavije Trojnom paktu izbio u Beogradu (probritanski) državni udar od 27. ožujka 1941. godine, pa stoga Srbija ne može imati onakav status kakvoga ima NDH.

## Stvaranje
Nakon raspada Kraljevine Jugoslavije i okupacije od strane sila Osovine, dijelovi bivše kraljevine postali su na satelitske države ili su bile razdijeljeni kao plijen između saveznika osovine (Mađarske, Nezavisne Države Hrvatske, Bugarske, Italije i Trećeg Reicha).
Odmah nakon okupacije, uži dio Srbije bio je pod izravnom upravom Nijemaca u tzv. "Vojna uprava okupirane Srbije", na čijem čelu je bio Milan Aćimović, osoba koja nije bila organizacijski sposobna voditi Srbiju. Nijemci su htjeli sposobnijeg kandidata da za vođenje i upravu ovim dijelom predaju Srbima koji bi organizirali vladu i pokrenuli državnu upravu i ekonomiju koja bi bila podređena okupatoru, slično kao što se događalo u drugim okupiranim područjima u Europi.
Cilj Nijemaca bio je da se pronađe podoban kandidat među Srbima koji bi odgovarao i njemačkim vlastima i Srbima, i koji bi bio odgovor raznim pobunjeničkim grupama u Srbiji: četnicima i partizanima. Odgovor je bio nađen u generalu Milanu Nediću. Dana 1. rujna 1941. preko Radio Beograda oglasio se general Milan Nedić u kojem je proglasio stvaranje "Vlade narodnog spasa".

## Zemljopisno područje
Nedićeva Srbija je zauzimala područje koje se obično naziva Uža Srbija; prema sadašnjem položaju to je zemljopisno područje Srbije u kojem međutim nije bilo uključeno područje Srijema i grada Zemuna (NDH), Bačke (koja je pripala Mađarskoj) i Banata (koje je formalno bio dio Srbije, ali je suštinski bilo pod izravnom upravom Njemačke), Kosova (koje je - izuzev područja oko Kosovske Mitrovice - pripalo Kraljevini Albaniji pod talijanskom dominacijom) i dijela Sandžaka (koje je pripalo Kraljevini Crnoj Gori pod dominacijom Italije), Pirotskog i Vranjskog okruga, okupiranih i anektiranih od strane njemačkog saveznika Bugarske.

## Unutarnja politika
Unutarnja politika Nedićeve Srbije bila je pod utjecajem nacističkog okupatora i Ljotićeve profašističke stranke ZBOR.
Odmah nakon proglašenja Vlade nacionalnog spasa, unutar Srbije počinju djelovati njemački rasni zakoni, kao i na drugim okupiranim područjima Europe. Okupator osniva i prve sabirne logore (Banjica, dok je logor "Sajmište" formiran na lijevoj obali Save, na teritoriju NDH, a služio je uglavnom za internice iz okupirane Srbije, koje su čuvali stražari - nedićevci) i započinje progon i interniranje Židova i Roma.
Naročita je pozornost posvećena slobodnim zidarima (masonima), komunistima te kritičarima režima. Vršena je propaganda organizirana u vidu Antimasonske izložbe listopad 1941. - siječanj 1942.
Šef civilne administracije Srbije Dr. Harald Turner u kolovozu 1942.[nedostaje izvor] izjavio je da je Beograd bio prvi grad u Europi koji je postao Judenfrei, te da je Srbija među rijetkim zemljama koja je riješila židovsko pitanje.
Nedić je također nastojao da se uništi partizanski pokret i pacifira četnike, jer su njegovom sudu represivne mjere koje je provodio okupator u ubijanju 100 Srba za svakog poginulog njemačkog vojnika, i 50 Srba za svakog ranjenog mogle dovesti do uništenja Srpskog naroda.  Na primjer 1.755 strijeljanih u Kraljevu 17. listopada 1941., te 2.300 u Kragujevcu 21. listopada 1941. u znak osvete za mrtve i ranjene vojnike Wermachta, galvaniziralo Nedića i mnoge druge Srbe da se pronađe rješenje, jer u sjećanju mnogih Srba i članova Nedićeve vlade ostale su retribucije za neuspjele ustanke koji su se dogodili tijekom okupacije Srbije u Prvom svjetskom ratu, nakon neuspjelog Topličkog ustanka 1917.

## Prije Nedićeve vlade:komesarska uprava
Komesarska uprava, koja je bila tehnički organ bez ikakvih političkih pretenzija, formirana je poslije pripreme i pregovora s nadležnim njemačkim vlastima. Inicijator, sa srpske strane, bio je Milan Aćimović, raniji upravnik Grada Beograda i ministar unutarnjih dela. Od Nijemaca je traženo:
"Da poštivaju odredbe međunarodnog prava, da ostanu na snazi naši građanski i krivični zakoni, kao i naše sudske vlasti, pošto je postavljanje policije i službe sigurnosti od naših organa sama jugoslavenska Vlada predala ugovorom o primirju; da Srpska pravoslavna crkva ima da nastavi svoj rad nesmetano i s istom organizacijom i u novoj situaciji, a naše je vlasti imaju u tomu i dalje pomagati; da naša domaća uprava može raspolagati svojim financijama da bi bila u stanju da čini neophodne pomoći, kao: isplate obiteljima ratnih zarobljenika i pomoći izbjeglicama iz svih krajeva Jugoslavije; da se članovi srpske civilne uprave u Beogradu zovu Komesarima ministarstva i imaju se smatrati odvjetnicima našeg naroda pred okupacijskim vlastima. U ovom smislu potrebna nam je i službena potvrda od strane vrhovnog predstavnika njemačkih okupacijskih vlasti na našem tlu; da se u crkvama ima i dalje za vrijeme službe spominjati ime Nj.V. Kralja Petra II i srpskog patrijarha kao i nadležnih arhijereja i da slike Kralja Petra II. po nadleštvima i privatnim domovima imaju ostati i biti poštivane, jer mi i dalje ostajemo vjerni podanici svoga Kralja, da sudovi imaju izricati presude u ime Nj.V. Kralja Petra II. (Nijemci ovaj uvjet nisu primili); da srpska civilna uprava u Beogradu ima pravo donošenja uredbi radi reguliranja nastalih problema u narodnome životu; da ima pravo postavljanja i otpuštanja svih činovnika, a osobe u koje okupator ne bude imao povjerenja i čije ostajanje na položajima bude smatrao ugroženjem svoje sigurnosti, okupator će optuživati pred našom civilnom upravom, koja će dalje postupati po odredbama međunarodnog prava i zakona ostalih na snazi; da se privatna i crkvena svojina, kao i ona državna koja ne služi izravno ratu, ima poštivati".
Uz ove uvjete koje su Nijemci primili, Dimitrije Ljotić je generalu Forsteru predao još dva memoranduma. U prvome je molio za naređenje hrvatskim, bugarskim i mađarskim vlastima "da puste iz zatvora mnoge tisuće uhićenih Srba i da zaustave progone, pokolje i uništenje srpskog naroda". U drugom memorandumu je molio, "da se naši oficiri, podoficiri i vojnici ne odvode u njemačko zarobljeništvo, već da se, kao i u Grčkoj, puste svojim kućama".
Posebnost sastava Komesarske uprave bila je u tome, da nju nisu sačinjavali ni predstavnici samo jedne političke grupe, ni osobe koji iza sebe ne bi imali neku znatniju političku karijeru u nedavnoj prošlosti. U ovoj Komesarskoj upravi bile su zastupljene sve srpske stranke i pokreti osim Saveza zemljoradnika čije je tadašnje vodstvo bilo u inozemstvu. Grupu Dr. Milana Stojadinovića zastupali su Milan Aćimović kao komesar ministarstva unutarnjih dijela, Momčilo Janković kao komesar ministarstva pravde, Dušan Letica kao komesar Ministarstva financija, grupu Dragiše Cvetkovića zastupao je Dušan Pantić kao komesar ministarstva pošte, brzojava i telefona, Demokratsku stranku zastupao je Risto Jojić kao komesar ministarstva prosvjete, Narodnu radikalnu stranku dr Lazo M. Kostić kao komesar ministarstva prometa. JNS predstavljao je Jeremija Protić kao komesar ministarstva ishrane. Za komesara ministarstva građevina bio je uzet ing. Stanislav Josifović, kao stručnjak. JNP "Zbor" predstavljali su ing. Milosav Vasiljević kao komesar ministarstva gospodarstva i dr Stevan Ivanić kao komesar ministarstva narodnog zdravlja i socijalne skrbi. Deset komesara imalo je deset zamjenika.
Komesarska uprava bila je formirana 30. travnja 1941. godine, u vrijeme kada se u ruralnoj Srbiji počela formirati i grupa oko pukovnika Dragoljuba Draže Mihailovića. U zapisniku sjednice Savjeta komesara unijet je Mihailovićev odgovor, koji glasi: "Ja sam generalštabni oficir i vrlo dobro znam kakva su prava okupatora na zauzetom području. Ja nisam ostao u šumi da svojim ispadima pravdam neprijatelju njegove represalije već da spremim Kralju i Vladi vojsku u jugoslavenskim planinama za odlučnu bitku, pošto su Kralj i Vlada, ovog puta, izašli bez vojske u inozemstvu. Obrazovanje Savjeta komesara odobravam i pozdravljam".
Savjet komesara ostao je na upravi administracijom okupirane zemlje od 30. travnja do 29. kolovoza 1941. godine. U to je vrijeme zapaženo nekoliko detalja u kojima se ta administracija usudila suprotstaviti zahtjevima Nijemaca. Izvršena je u to vrijeme i zamjena jugoslavenskih novčanica za srpske, na teritoriju okupirane Srbije, paralelno s operacijom zamjena jugoslavenskih dinara u kune na području NDH. Uspostavljen je i srpski Crveni križ, čime je bila stvorena mogućnost "pronalaženja ratnih zarobljenika, vođenje skrbi o njima, omogućavanje obiteljima prepiske sa njima i slanje paketa u zarobljeništvo".
Do 22. lipnja 1941. godine, vladao je u okupiranoj Srbiji red i mir. Četnici Draže Mihailovića nisu poduzimali nikakvu akciju, a do napada Njemačke na SSSR bili su mirni i jugoslavenski komunisti. Od toga dana počinje njihova aktivnost. Neki od njih, iako inteligentni i ideološki izgrađeni, vjerovali su da je toga dana počela "svjetska revolucija", te su radi toga oduševljeno pošli u akciju, koja je vodila k ustanku i formiranju tzv. Užičke republike.

## Vlada generala Milana Nedića
Kad je postalo jasno da Komesarska uprava, sa slabo naoružanom i zbunjenom žandarmerijom, nije u stanju održavati red i mir u gradovima, a još manje po selima gdje su komunisti potaknuti upravo započetim ratovanjem između Njemačke i Sovjetskog Saveza već počeli sa svojim revolucionarnim aktivnostima, pokazalo se neophodnim da se potraži nekakvo drugo rješenje. Inicijativa za to došla je od profašističkog političara Dimitrija Ljotića, koji je 19. kolovoza 1941. godine posjetio generala Milana Nedića i pokušao ga privoliti da se stavi na čelo jedne Vlade i pokuša u suradnji s njemačkim okupatorom izaći na kraj s komunističkim ustankom.
Nijemci su nakon svojih relativno malih gubitaka u sukobima s partizanima započeli s ozbiljnim represalijama: za jednog ubijenog Nijemca strijeljano je 100 Srba, a za jednog ranjenog 50.
Generala Milana Nedića posjetili su, u istoj misiji, istoga dana poslije podne Dimitrije Ljotić i Milan Aćimović. Aćimović je podnio Nediću cijeli ekspoze situacije u kojoj se nalazila Srbija u tim danima. On je sobom ponio pregled napada komunističkih partizana, a u nekim mjestima i Mihailovićevih četnika na njemačke ophodnje, manje odrede ili pojedince, kao i odmazde koje su Nijemci u vezi tih napadaja izvršili nad civilnim seoskim stanovništvom, koje u pravilu nije imalo nikakve veze s tim gerilskim akcijama.
Sa strane njemačkog vojnog zapovjednika, generala Dankelmana, bili su i Ljotić i Aćimović obavješteni da su Nijemci odlučili uvesti mir i red na okupiranom području "na svoj način" - tj. pomoću teških represalija koji su graničili s istrjebljenjem naroda na područjima zahvaćenima pobunom. Međutim je general Nedić ostao pri odluci da se u sve to ne miješa. Predlagao je da se uzme general Danilo Kalafatović koji je vodio razgovore o kapitulaciji; Kalafatović se međutim nalazio u njemačkom zarobljeništvu, daleko od Srbije.
Pritisci na Nedića da se stavi na čelo jedne srpske uprave bili su sve brojniji, tako da je tih dana Nedić primio nekoliko delegacija, jednu za drugom. Nedića je tih dana posjetio i i bivši austrijski poslanik u Beogradu, Kronholz, koji je važio za prijatelja Srba. Kronholz je došavši s Aćimovićem obavijestio odmah Nedića, da je Hitler odlučio da se ustanak u Srbiji uguši svim najdrastičnijim mjerama, pa ako bude bilo potrebno i uništenjem cijeloga njezinoga stanovništva. Kako se ne bi dirale njemačke jedinice na drugim frontovima, razmišljali su Nijemci da se u tu svrhu posluže snagama svojih saveznika iz NDH, Bugarske i Albanije. Nastojalo se Nediću prezentirati da bi vlada kojoj bi on bio na čelu mogla spriječiti takvo uništavanje Srbije.[nedostaje izvor]
Nakon ovih posjeta, Nedić je s Kronholzom primljen kod generala Dankelmana, koji mu je zornije objasnio ono što je Nediću prenosio Kronholz: Dankelman je pokazao generalu Nediću kartu Srbije, ispresijecanu crvenim linijama koje su prikazivali podjelu okupacijskih zona između Albanaca, Bugara, Mađara i Hrvata.[nedostaje izvor]  Hrvati su trebali okupirati Mačvu, Podrinje i srbijansku Posavinu do rijeke Kolubare.[nedostaje izvor] Beograd je jedini bio izuzet i zatvoren u jedan crveni krug. Nijemci su ga htjeli zadržati za sebe, kao sjedište cjelokupnog svog vojnog i upravnog aparata na Balkanu i imali ga prekrstiti u Prinz Eugen Stadt,[nedostaje izvor] a njegovo je stanovništvo trebalo dobrim dijelom biti uzeto za taoce, pobijeno ili naprosto protjerano s beogradskog teritorija.[nedostaje izvor]
Nedić je zatražio od Dankelmana četrdeset osam sati za razmišljanje. Za to vrijeme on se posavjetovao s generalima Đurom Dokićem i Josifom Kostićem, te s ing. Ognjenom Kuzmanovićem. Nakon toga, Nedić je ovlastio Aćimovića da "sazove konferenciju predstavnika svih društvenih grupacija da čuje njihovo mišljenje, jer bi svaka njegova eventualna akcija bila osuđena na neuspjeh, ako nema podršku onih koji predstavljaju prijestolničku elitu". Tako je došlo do poznate konferencije na kojoj je učešće uzelo oko 300 uglednih beogradskih građana, koji su molili Nedića da prihvati dužnost predsjednika srpske Vlade, a Dr. Aleksandar Belić,[nedostaje izvor] ponavljajući ovu zamolbu čak i plakao, "...Danas je došlo vrijeme da se primite jednog doista teškog i nezahvalnog posla pod okupacijom. Danas se radi o biološkom spašavanju srpskog naroda koji Vi ne smijete da propustite"![nedostaje izvor]
Nakon ove konferencije Nedić je odlučio prihvatiti obvezu da vodi vladu Srbije pod njemačkom okupacijom. On je 27. kolovoza 1941. godine, podnio generalu Dankelmanu pismeno svoje prijedloge i zahtjeve pod kojima bi se on mogao primiti onoga što se od njega traži. Tražio je da Vlada upravlja svim poslovima države i naroda pod nadzorom vojnog zapovjednika; tražio je jaču žandarmeriju od 10.000 žandarma; oružane odrede od 30.000 ljudi, te potrebno naoružanje za njih; pomaganje ratnih zarobljenika i puštanje onih koji su bolesni; da se otpuste zarobljenici koji su potrebni za obnovu zemlje, a za čije lojalno držanje će Vlada snositi punu odgovornost; da se poboljša prehrana zarobljenika u Njemačkoj slanjem potrebnih namirnica iz Srbije uz skrb srpske Vlade. Nedić je, zatim, zatražio da se poboljšaju "dosadašnje ekonomske i upravne granice Srbije mogućim zaposijedanjem dotičnih teritorija njemačkim trupama", te efikasno obustavljanje ubijanja i progona Srba pod Hrvatskom, Bugarskom i Mađarskom.
Nedić je smatrao da je "borba protivu komunizma, u prvom redu, stvar srpskog naroda i njegove Vlade; oružana njemačka sila potpomagače ovo, ako sredstva srpske Vlade ne budu dovoljna; u slučaju sabotaže protivu njemačke vojske, represivne mjere moraju pogađati samo prave krivce, a nikako nedužne osobe, pa se stoga ove mjere imaju poduzimati tek po hitnom pribavljanju podataka kod srpskih vlasti; s obzirom na to da je njemačka vojna sila ustanovila Srbiju, potrebno je obnoviti državne i nacionalne simbole".
Prijedlozi Milana Nedića, koje je on 27. kolovoza 1941. godine podnio njemačkim vojnim i političkim vlastima u Beogradu bili su proslijeđeni u Berlin. Zna se da je von Ribbentrop bio protiv toga da se formira jedna srpska Vlada, jer nije vjerovao ni Srbima ni generalu Nediću. Hitler je dao odriješene ruke njemačkom vojnom zapovjedniku u Srbiji pod uvjetom da se u zemlji hitno uvede red i mir.
S obzirom na to da je general Dankelman, 28. kolovoza 1941. godine, obavijestio generala Nedića da su njegovi uvjeti i prijedlozi prihvaćeni, ovaj je već 29. kolovoza sastavio svoju Vladu i predstavio je Dankelmanu.
Sastav Vlade generala Milana Nedića izgledao je ovako: general Milan Nedić - predsjednik Vlade; Milan Aćimović - ministar unutarnjih poslova; Momčilo Janković - ministar pri predsjedništvu Vlade; general Đura Dokić - ministar prometa; general Josif Kostić - ministar pošta, brzojava i telefona; general Panta Draškić - ministar rada; Dr. Miloš Trivunac - ministar prosvjete (uskoro ga zamijenio Velibor Jonić); Dr. Čeda Marjanović - ministar pravde; Dr. Jovan Miljušković - ministar socijalne skrbi i narodnog zdravlja; Mihailo Olćan - ministar za gospodarstvo; Dr. Miloš Radosavljević - ministar poljoprivrede; Dušan Letica - ministar financija (uskoro ga zamijenio Dr. Ljubiša Mikić), te Ognjen Kuzmanović, kao ministar građevina.
Četiri dana nakon formiranja svoje vlade, 2. rujna 1941. godine, general Nedić obratio se srpskom narodu jednim govorom preko radija: "Došao sam na Vladu da spašavam narod da se međusobno ne istrijebi; da zavlada red i mir, rad i bratstvo; da sačekamo svršetak rata združeni pod srpskim barjakom. Samo sloga Srbina spasava! Mi smo zrno pijeska u uzburkanom moru. Danas se vrše obračuni najvećih svjetskih sila. Tu mi, niti možemo pomoći, niti odmoći".[nedostaje izvor]

## Širenje bugarske okupacijske zone
Na području Nedićeve Srbije su Nijemci svoje okupacijske snage na području Niša i drugih dijelova juga Srbije zamijenili bugarskima, kako bi rasteretili svoje snage radi upotrebe na drugim područjima. Tu su bugarsku zonu na veliko nezadovoljstvo stanovništva Srbije - između Bugara i Srba se u proteklim desetljećima uzastopnih međusobnih ratovanja bila razbuktala snažna mržnja - 1943. godine Nijemci još i proširili na potez poprijeko Srbije od Dunava do Drine. Tako je oko pola Srbije bilo zaposjednuto bugarskim snagama koje su teritorij kontrolirali paralelno s Nedićevim postrojbama. Ionako slaba popularnost Nedićeve vlasti time je bila još i više oštećena.
NOVJ je svoje napore na ponovno razvijanje partizanskog pokreta u Srbiji 1943. godine uglavnom bili usmjerili upravo na područja koja su bila zaposjednuta bugarskim snagama.

## Koncentracijski logori
- Koncentracijski logor Banjica (kod Beograda)
- Crveni krst (u Nišu)
- Dulag 183 (u Šapcu)
- Svilara (Pančevo)
- Paraćin

## Političari
- Velibor Jonić
- Dimitrije Ljotić
- dr. Milorad Nedeljković
- Dragomir-Dragi Jovanović
- Milan Aćimović
- Tanasije-Tasa Dinić
- Čedomir Marjanović
- Bogoljub Kujundžić
- Đura Dokić
- Ljubiša Mikić
- Dušan Letica
- Dušan Đorđević
- Boško Pavlović

## Oružane snage

### Srpska državna straža
Srpska državna straža (SDS) stvorena je 3. ožujka 1942. kao pojačanje policiji i kao interventna vojna formacija koja je imala zadatke da se bori protiv partizana i da održava red unutar područja Srbije. SDS je bila pod izravnom upravom Ministarstva unutrašnjih poslova Srbije. Glavna uprava SDS-a bila je u Beogradu. Tokom formiranja SDS je imala 17.000 ljudi, dok u siječnju 1943. SDS je porastao na približno 37.000. Ljudstvo je prvo bilo novačeno od pripadnika Jugoslavenskih žadmarmerijskih pukova, dijelatnika policije i pripadnika Kraljevske Jugoslavenske vojske koji nisu bili u zarobljeništvu ili su bili pušteni iz zarobljeništva. Ljudstvo je kasnije popunjavalo mobilizacijom, ili prelaskom Pećančevih četnika, a kasnije i četnika Draže Mihalovića. Organizacijski SDS je bila podjeljena na četiri osnovna dijela:
- Gradsku državnu stražu, koja je djelovala u većim gradovima u Srbiji
- Poljsku državnu stražu, koja je djelovala u područjima koja nisu bila pod nadležnosti Gradske državne straže
- Graničnu državnu stražu, koja je obavljala granične poslove
- Obavještajna služba

Zbog kritičnog stanja Srbiji i jačanja partizanskih napada u listopadu 1944. dolazi do dogovora između Milana Nedića i Draže Mihailovića prilikom čega 5000 vojnika SDS-a prelazi u izravnu upravu Mihailovića i osniva se Prvi Srpski udarni korupus (SUK). Zbog uspjeha partizana u Srbiji, SUK se povlači u Bosnu, i nakon neuspjelog napada na Tuzlu, dolazi do razmimoilaženja između pripadnika SDS-a i Mihailovićevih četnika. Dio prelazi njemačkim snagama i odlazi u Austriju, dok preostali dio pripaja se četničkoj Šumadijskoj diviziji koja se nakon povlačenja kroz Sloveniju predala Britanskoj vojsci u Austriji.

### Srpski dobrovljački korpus
Nedićeva Srbija većinom se oslanjala na snage koje je organizirao Dimitrije Ljotić od članova srpske ultra-desne stranke ZBOR, formirajući tako Srpski dobrovljački korpus (SDK). Ove jedinice bile su pod zapovjedništvom generala Koste Mušickog, i uspješno su djelovale u razbijanju pobune u Srbiji istjeravši partizane nakon nekoliko mjeseci borbe. Krajem studenog 1944., jedan dio SDK prebačen je u Waffen SS. Ova jedinica je dobila ime Serbisches Freilligen Korps der SS i borila se do kraja 2. svjetskog rata na Istočnom bojištu. Preostali dio SDK tokom 1945. povukao preko Hrvatske i Slovenije u Austriju. Nakon predaje Britancima u Austriji, većina vojnika i oficira SDK-a bili su izručeni partizanima, koji nakon prebacivanja u Sloveniju partizani su izvršli masakar, dok su tijela bila razbacana po mnogim krškim jamama u Kočevskom rogu kao i po drugim dijelovima Slovenije.

## Utjecaj
Nedićeva Srbija imala je utjecaj na tijek i zbivanja u 2. svjetskom ratu na, teritoriji na kojem je djelovala. Najveći utjecaj bilo je na razbijanje partizanskih jedinica i suzbijanje djelovanja NOVJ na području Srbije sve do 1944., kada su se na granicama Srbije pojavile Sovjetske vojne postrojbe.
Isto tako Nedićev režim je uspio iskoristiti podjelu četnika Draže Mihailovića i četnika Koste Pećanca unutar Srbije, tako da su mnogi četnici postali otvoreni kolaboracionisti s okupatorima, dok su Ravnogorski četnici ostali na granici između kolaboracije s Nijemcima, te pasivnog držanja u iščekivanju savezničkog iskrcavanja te proganjanja partizanskih snaga. Nedićeva Srbija je organizirala sve ekonomske snage u podržavanju vojnog napora Sila osovine, kao i u zadovoljavanju okupatoru kroz brzo uspostavljanje rasnih zakona kroz ubijanje nepodobnih kao Židova i Roma u koncentracijskim logorima kao Banjica i Sajmište u kojima je nastradalo oko 150,000 ljudi[nedostaje izvor].

## Vanjske poveznice
- Antisemitizam u Srbiji tijekom 2. svjetskog rata  Arhivirana inačica izvorne stranice od 21. lipnja 2009. (Wayback Machine)